# Barichneumon albicaudatus
Barichneumon albicaudatus är en stekelart som först beskrevs av Etienne Laurent Joseph Hippolyte Boyer de Fonscolombe 1847.  Barichneumon albicaudatus ingår i släktet Barichneumon och familjen brokparasitsteklar. Inga underarter finns listade.